# Bupleurum linczevskii
Bupleurum linczevskii là một loài thực vật có hoa trong họ Hoa tán. Loài này được Pimenov & Sdobnina mô tả khoa học đầu tiên năm 1983.